# Atletismo nos Jogos Pan-Americanos de 1975 - 200 m masculino
A prova dos 200 m masculino nos Jogos Pan-Americanos de 1975 foi realizada na Cidade do México, México.

## Medalhistas
| Ouro                    | Prata                          | Bronze                 |
| James Gilkes GUY Guiana | Larry Brown USA Estados Unidos | Mike Sands BAH Bahamas |

## Resultados
| Posição           | Nome               | Nacionalidade             | Tempo | Notas |
| ----------------- | ------------------ | ------------------------- | ----- | ----- |
| Medalha de ouro   | James Gilkes       | GUY Guiana                | 20.43 |       |
| Medalha de prata  | Larry Brown        | USA Estados Unidos        | 20.69 |       |
| Medalha de bronze | Mike Sands         | BAH Bahamas               | 20.98 |       |
| 4                 | William Collins    | USA Estados Unidos        | 21.03 |       |
| 5                 | Hugh Fraser        | CAN Canadá                | 21.09 |       |
| 6                 | Pablo Montes       | CUB Cuba                  | 21.35 |       |
| 7                 | Raymond Heerenveen | AHO Antilhas Neerlandesas | 21.37 |       |
| 8                 | Jesús Rohena       | PUR Porto Rico            | 21.48 |       |